# Antoni Milambo
Antoni-Djibu Milambo (Róterdam, Holanda Meridional, 3 de abril de 2005) es un futbolista neerlandés. Juega de mediocentro y su equipo actual es el Brentford Football Club de la Premier League, máxima categoría del fútbol inglés.

## Trayectoria
En 2014 se unió a las categorías juveniles de Feyenoord, tras pasar por SV DEHMusschen y SV Charlois. Tras buenas actuaciones, aparecieron ojeadores del Manchester United, lo que llevó al club a ofrecerle su primer contrato profesional a sus 15 años, lo firmó el 15 de octubre de 2020.
Debutó como profesional el 12 de agosto de 2021, ingresó al minuto 77 para enfrentar a FC Lucerna en la segunda ronda de clasificación a fase de grupos de Conference League, ganaron 3-0 en el Stadion Feijenoord ante más de 32000 espectadores. Jugó su primer encuentro con 16 años y el dorsal número 48.
A pesar de no tener tanta participación con el primer equipo, firmó una extensión de contrato el 16 de enero de 2024, hasta 2027.
En la temporada 2024-25 logró continuidad, tras una lesión de Calvin Stengs ganó el puesto de titular. Aprovechó la oportunidad, se destacó con 7 goles y 8 asistencias en 42 partidos.
El 3 de julio de 2025 fue anunciado su fichaje por Brentford, firmó contrato por 5 años. Dejó Feyenoord con 60 presencias, 8 goles y 9 asistencias, además fue parte de 3 títulos.

## Selección nacional
Ha sido internacional con la selección de fútbol de Países Bajos en las categorías sub-15, sub-17, sub-18, sub-19 y sub-21.

## Estadísticas

### Clubes
Actualizado al último partido citado el 18 de mayo de 2025.
| Club                       | Div.          | Temporada     | Liga  | Liga  | Liga   | Copas nacionales | Copas nacionales | Copas nacionales | Copas internacionales | Copas internacionales | Copas internacionales | Total | Total | Total  |
| Club                       | Div.          | Temporada     | Part. | Goles | Asist. | Part.            | Goles            | Asist.           | Part.                 | Goles                 | Asist.                | Part. | Goles | Asist. |
| -------------------------- | ------------- | ------------- | ----- | ----- | ------ | ---------------- | ---------------- | ---------------- | --------------------- | --------------------- | --------------------- | ----- | ----- | ------ |
| Feyenoord · Países Bajos   | 1.ª           | 2021-22       | 0     | 0     | 0      | -                | -                | -                | 2                     | 0                     | 0                     | 2     | 0     | 0      |
| Feyenoord · Países Bajos   | 1.ª           | 2022-23       | 3     | 0     | 0      | 0                | 0                | 0                | 0                     | 0                     | 0                     | 3     | 0     | 0      |
| Feyenoord · Países Bajos   | 1.ª           | 2023-24       | 8     | 1     | 1      | 2                | 0                | 0                | 3                     | 0                     | 0                     | 13    | 1     | 1      |
| Feyenoord · Países Bajos   | 1.ª           | 2024-25       | 29    | 3     | 6      | 4                | 1                | 1                | 9                     | 3                     | 1                     | 42    | 7     | 8      |
| Feyenoord · Países Bajos   | Total club    | Total club    | 40    | 4     | 7      | 6                | 1                | 1                | 14                    | 3                     | 1                     | 60    | 8     | 9      |
| Brentford F. C. Inglaterra | 1.ª           | 2025-26       | 0     | 0     | 0      | -                | -                | -                | —                     | —                     | —                     | 0     | 0     | 0      |
| Brentford F. C. Inglaterra | Total club    | Total club    | 0     | 0     | 0      | 0                | 0                | 0                | 0                     | 0                     | 0                     | 0     | 0     | 0      |
| Total carrera              | Total carrera | Total carrera | 40    | 4     | 7      | 6                | 1                | 1                | 14                    | 3                     | 1                     | 60    | 8     | 9      |
| 1. 2.                      |               |               |       |       |        |                  |                  |                  |                       |                       |                       |       |       |        |

### Selección
Actualizado al último partido citado el 25 de junio de 2025.
| Selección             | Temporada         | Continental | Continental | Continental | Mundial | Mundial | Mundial | Amistosos | Amistosos | Amistosos | Total | Total | Total  |
| Selección             | Temporada         | Part.       | Goles       | Asist.      | Part.   | Goles   | Asist.  | Part.     | Goles     | Asist.    | Part. | Goles | Asist. |
| --------------------- | ----------------- | ----------- | ----------- | ----------- | ------- | ------- | ------- | --------- | --------- | --------- | ----- | ----- | ------ |
| Sub-15 · Países Bajos | 2020              | —           | —           | —           | —       | —       | —       | 4         | 2         | 1         | 4     | 2     | 1      |
| Sub-15 · Países Bajos | Total sel.        | 0           | 0           | 0           | 0       | 0       | 0       | 4         | 2         | 1         | 4     | 2     | 1      |
| Sub-17 · Países Bajos | 2021-22           | 7           | 1           | 1           | —       | —       | —       | 6         | 0         | 1         | 13    | 1     | 2      |
| Sub-17 · Países Bajos | Total sel.        | 7           | 1           | 1           | 0       | 0       | 0       | 6         | 0         | 1         | 13    | 1     | 2      |
| Sub-18 · Países Bajos | 2022              | —           | —           | —           | —       | —       | —       | 1         | 0         | 0         | 1     | 0     | 0      |
| Sub-18 · Países Bajos | 2023              | —           | —           | —           | —       | —       | —       | 2         | 0         | 1         | 2     | 0     | 1      |
| Sub-18 · Países Bajos | Total sel.        | 0           | 0           | 0           | 0       | 0       | 0       | 3         | 0         | 1         | 3     | 0     | 1      |
| Sub-19 · Países Bajos | 2023-24           | 3           | 0           | 0           | —       | —       | —       | 3         | 3         | 0         | 6     | 3     | 0      |
| Sub-19 · Países Bajos | Total sel.        | 3           | 0           | 0           | 0       | 0       | 0       | 3         | 3         | 0         | 6     | 3     | 0      |
| Sub-21 · Países Bajos | 2024-25           | 5           | 0           | 0           | —       | —       | —       | 1         | 0         | 0         | 6     | 0     | 0      |
| Sub-21 · Países Bajos | Total sel.        | 5           | 0           | 0           | 0       | 0       | 0       | 1         | 0         | 0         | 6     | 0     | 0      |
| Total selecciones     | Total selecciones | 15          | 1           | 1           | 0       | 0       | 0       | 17        | 5         | 3         | 32    | 6     | 4      |
| 1.                    |                   |             |             |             |         |         |         |           |           |           |       |       |        |

## Palmarés

### Títulos nacionales
| Título                        | Club      | País         | Año  |
| ----------------------------- | --------- | ------------ | ---- |
| Eredivisie                    | Feyenoord | Países Bajos | 2023 |
| Copa de los Países Bajos      | Feyenoord | Países Bajos | 2024 |
| Supercopa de los Países Bajos | Feyenoord | Países Bajos | 2024 |

### Distinciones individuales
| Distinción                                           | Año  |
| ---------------------------------------------------- | ---- |
| Mejor jugador del mes de Feyenoord (agosto, octubre) | 2024 |
| Nominado al Premio Golden Boy                        | 2025 |